# Janusz Żmijewski
Janusz Żmijewski (Radzymin, Gobierno General, 4 de marzo de 1943) es un exfutbolista polaco, conocido por su trayectoria en el Legia de Varsovia.

## Carrera
Janusz Żmijewski nació dentro del Voivodato de Mazovia, cuando este estaba en manos de la Alemania Nazi. Pasó la mayor parte de su carrera en el Legia de Varsovia. Después de su paso por el Legia, jugó en clubes como el Ruch Chorzów, el Avia Świdnik, el AAC Eagles, el Polonia Varsovia, el Pogoń Siedlce o el KS Piaseczno.
Cuando terminó su carrera en Polonia fue a Canadá para firmar con los Toronto Falcons de la Canadian Soccer League. Durante su estancia en Toronto ganó el campeonato de NSL en 1980. Concluyó su carrera en los clubes locales fundados por polacos como el Toronto Polonia, Hamilton Legion y Mississauga Polonia. Después de su retiro del fútbol competitivo se estableció en Canadá, donde vive actualmente.
Con la selección de fútbol de Polonia, fue convocado en quince ocasiones, anotando siete goles. Hizo su debut el 1 de noviembre de 1965 en una derrota por 6-1 ante Italia en el Stadio Olimpico de Roma en la clasificación para la Copa Mundial de la FIFA 1966. En su siguiente partido, el 8 de octubre de 1967 en el Heysel Stadium en Bruselas, anotó un hat-trick en una victoria por 4-2 sobre Bélgica en la clasificación para la Eurocopa de 1968.